# Jan Schröder (amiral)
Ne doit pas être confondu avec Jan Schröder (juriste).
Jan Schröder (né le 15 novembre 1800 à Flessingue et mort le 2 mai 1885 à Clèves) était un officier de marine néerlandais qui devient plus tard vice-amiral au service allemand.

## Biographie
Schröder rejoint d'abord la marine française en 1812, puis est transféré dans la marine néerlandaise en février 1814 avec le grade d'aspirant, où il sert jusqu'en 1846. La même année, il entra au service prussien et devient conseiller de 4e classe le 4 juillet 1846. Il est directeur de l'école principale de navigation de Dantzig (de) et, pendant un certain temps, commandant de la corvette à voile Amazone.
En 1848-49, il devient membre de la commission navale technique du gouvernement mise en place par le Parlement de Francfort et participe à la constitution de la flotte impériale allemande. En même temps, il sert comme commodore dans la marine prussienne, qui se constitue, et en 1852/53, il dirige son escadron d'entraînement lors d'un voyage en Amérique du Sud. Schröder est promu le 17 mai 1854 contre-amiral en tant que premier officier de marine de la marine prussienne.
De 1859 à 1860, il est chef de l'administration navale prussienne. Après avoir pris sa retraite du service actif, il meurt à Clèves en 1885.